# Demekssa Duresso
Demekssa Melkamu Duresso (* 26. März 1977 in Äthiopien) ist ein ehemaliger deutscher Basketballspieler äthiopischer Abstammung. Der 1,89 Meter große Aufbauspieler bestritt elf Partien für den BCJ Hamburg in der Basketball-Bundesliga und wurde mit Hamburg 1999 sowie mit Quakenbrück 2003 Zweitligameister.

## Laufbahn
Duresso zog im Alter von zehn Jahren mit seiner Familie von Äthiopien nach Hamburg. Mit 15 Jahren begann er seine Basketballkarriere, spielte bei Gut Heil Billstedt und wechselte 1994 zum BCJ Hamburg. Dort schaffte er den Sprung in den Herrenkader, 1999 stieg er mit der Mannschaft als Meister der 2. Basketball-Bundesliga Nord in die Basketball-Bundesliga auf. In der Spielzeit 1999/2000 kam Duresso in elf Bundesliga-Begegnungen für die Hamburger zum Einsatz, blieb aber Ergänzungsspieler und erzielte je Spiel durchschnittlich 0,5 Punkte.
2000 wechselte er zum TSV Quakenbrück in die 2. Bundesliga und spielte bis 2003 für die Niedersachsen. In seiner letzten Saison im Artland stieg Duresso mit Quakenbrück als ungeschlagener Meister der 2. Bundesliga Nord in die erste Liga auf. Dann kehrte er im Vorfeld des Spieljahres 2003/04 nach Hamburg zurück und schloss sich der Mannschaft des BCJ-Nachfolgevereins BC Hamburg an, der mittlerweile in der ersten Regionalliga antrat. Mit einem Punkteschnitt von 16,2 je Spiel war Duresso im Verlauf der Saison 2003/04 bester Werfer des BCH. 2005 wechselte er vom BC Hamburg zu den Baskets Hamburg, einem damaligen Projekt der TSG Bergedorf.
In der Saison 2006/07 stand er für den Regionalligisten MTV Itzehoe auf dem Feld und verbuchte in 22 Einsätzen einen Mittelwert von 15,1 Punkten je Spiel.
Duresso absolvierte eine kaufmännische Ausbildung und wurde beruflich als Einkäufer in der Mode-Branche tätig.